# عبدالرئوف انعامی
عبدالرئوف انعامی (زاده ۱۳۵۱ ولسوالی یفتل، ولایت بدخشان) یک سیاست‌مدار اهل افغانستان است. وی توانست در دوره‌های شانزدهم و هفدهم مجلس نمایندگان افغانستان به عنوان نماینده مردم ولایت بدخشان به پارلمان افغانستان راه یابد.

## زندگی‌نامه
عبدالرئوف انعامی زاده ۱۳۵۱ از ولسوالی یفتل ولایت بدخشان است. وی دارای مدرک لیسانس حقوق از دانشگاه مشعل است. وی تحصیلات خود را برای دوره ماستری/فوق لیسانس در رشته حقوق عمومی در دانشگاه آزاد اسلامی ایران ادامه داد.

## مجلس نمایندگان

### دوره شانزدهم
وی در دوره شانزدهم مجلس شانزدهم نمایندگان افغانستان وظیفه منشی جلسات پارلمان را بر عهده داشت.

### دوره هفدهم
وی توانست با کسب ۷٫۳۹۲ رأی به عنوان شخص اول از ولایت بدخشان، به مجلس نمایندگان راه پیدا کند.

## دیگر فعالیت ها
دیگر فعالیت‌ها:
- ریاست انکشاف دهات ولایت بدخشان.
- فعالیت در دادگستری/سارنوالی ولایت بدخشان.